# Miňůvky
Miňůvky (německy Minuwek) jsou vesnice, součást města Kroměříž ve Zlínském kraji. Spadají pod evidenční část Postoupky. Katastrem vsi prochází železniční trať Kojetín – Valašské Meziříčí s železniční zastávkou v sousedních Postoupkách. Severní částí katastrálního území směrem od Postoupek až po vodní elektrárnu Strž protéká řeka Morava.

## Název
V nejstarších dokladech z 15. a 16. století je vesnice uváděna v nezdrobnělém tvaru Miňovice. Původně šlo o pojmenování obyvatel vsi, Miňovici, které bylo odvozeno od osobního jména Miň (což byla domácká podoba jména Minhart, varianty jména Menhart) a znamenalo "Miňovi lidé". Zdrobnělá podoba jména vesnice je doložena od poloviny 17. století.

## Historie
První zmínka o Miňůvkách je datována do roku 1415. V roce 1848 byla vesnice součástí panství Kroměříž. Po zrušení patrimoniální správy v polovině 19. století byly Miňůvky samostatnou obcí, na přelomu 40. a 50. let 20. století se staly místní částí sousedních Postoupek. Od přelomu 50. a 60. let 20. století do roku 1969 byly místní částí obce Postoupky-Hradisko a následně, mezi lety 1969 a 1985, opět spadaly pod obec Postoupky. Na konci roku 1982 však přišly o status místní části. V roce 1986 se Postoupky i s Miňůvkami staly součástí Kroměříže. Od té doby jsou Miňůvky jen základní sídelní jednotkou a katastrálním územím.

## Obyvatelstvo
| 1869 | 1880 | 1890 | 1900 | 1910 | 1921 | 1930 | 1950 | 1961 | 1970 | 1980 | 1991 | 2001 | 2011 |
| ---- | ---- | ---- | ---- | ---- | ---- | ---- | ---- | ---- | ---- | ---- | ---- | ---- | ---- |
| 254  | 260  | 268  | 329  | 316  | 309  | 282  | 269  | 286  | 274  | 235  | 210  | 216  | 240  |

## Pamětihodnosti
- přírodní památka Rameno Moravy
- kaple

## Galerie

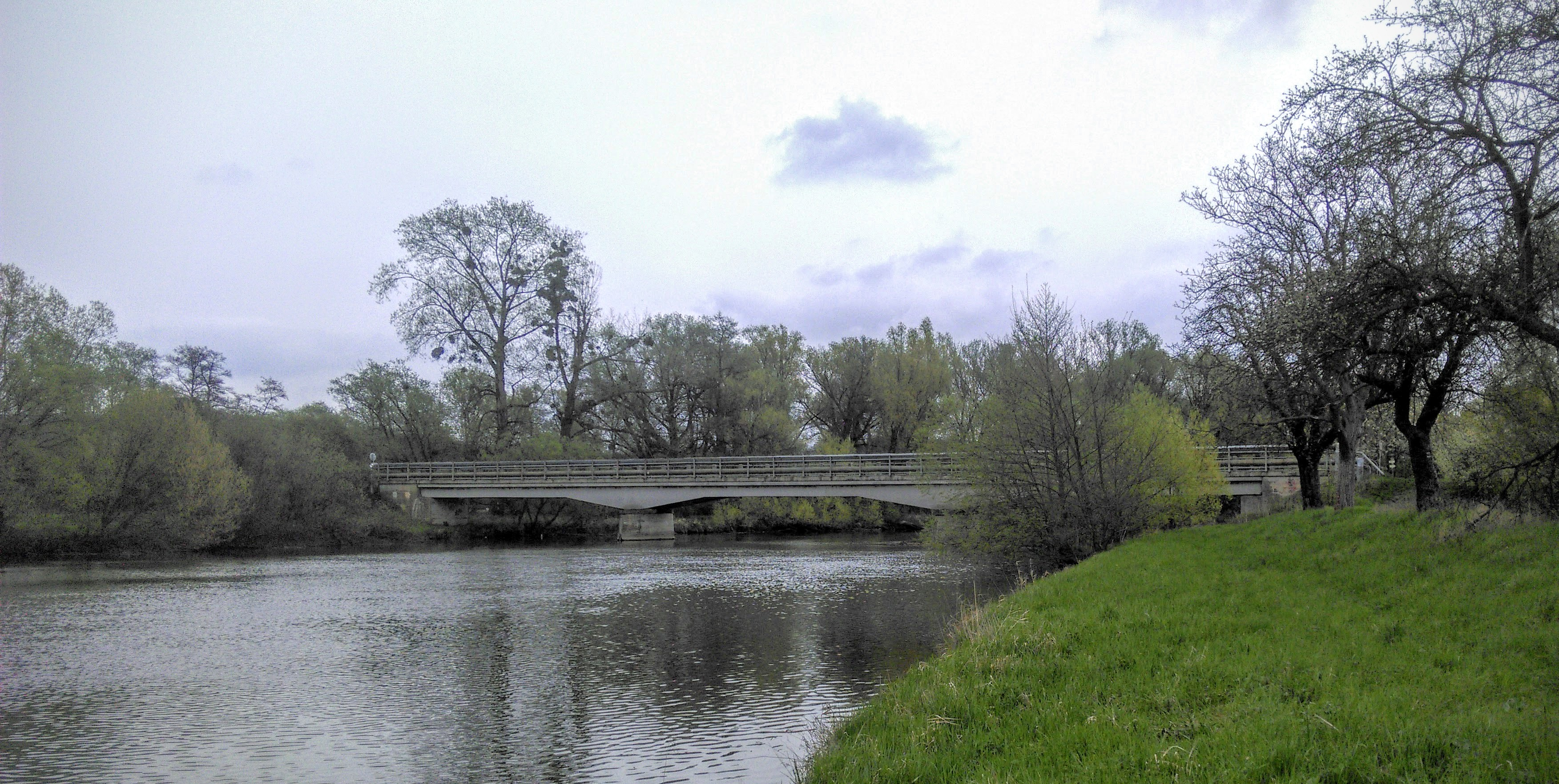
Miňůvský most přes Moravu
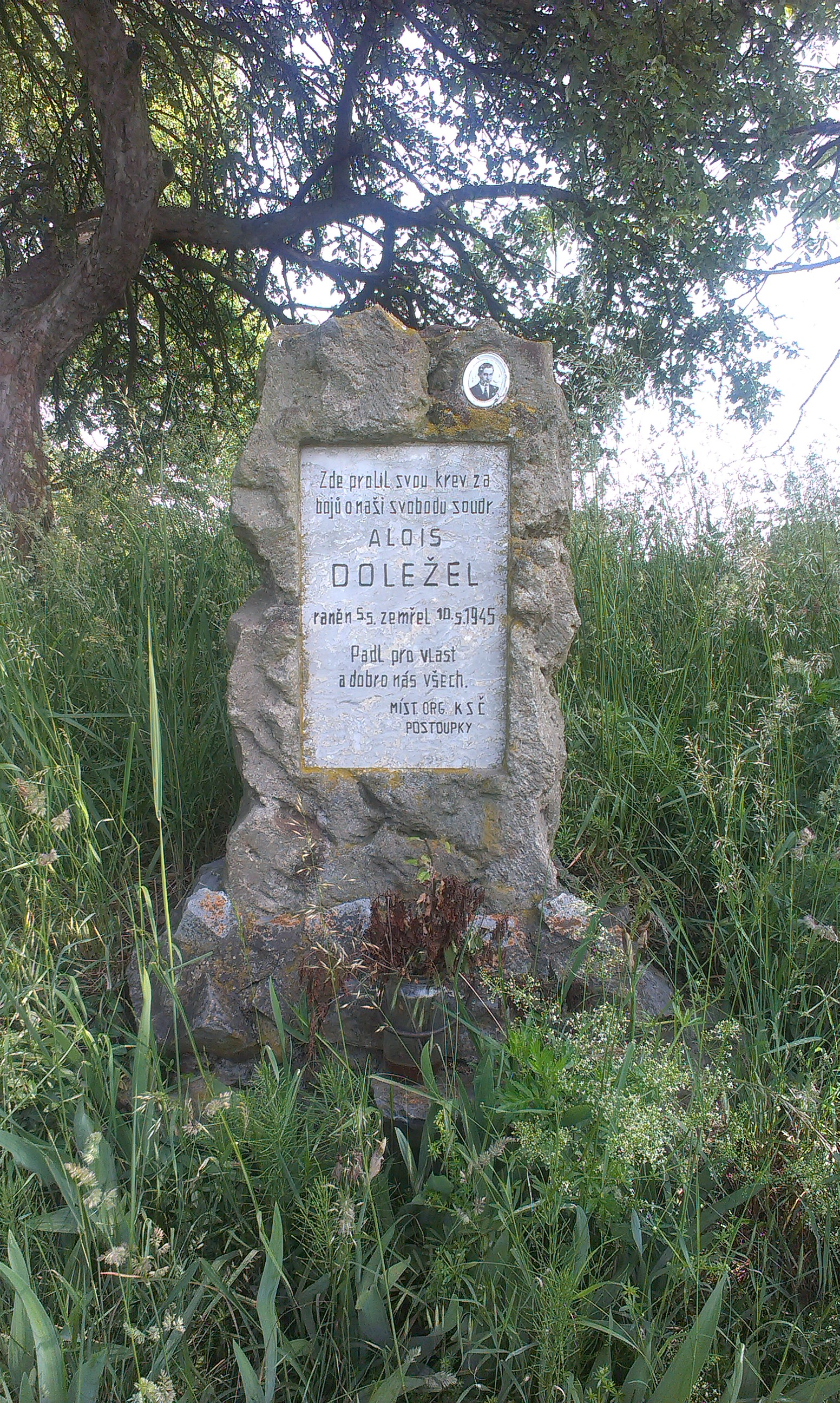
Pomník Aloise Doležala u řeky Moravy
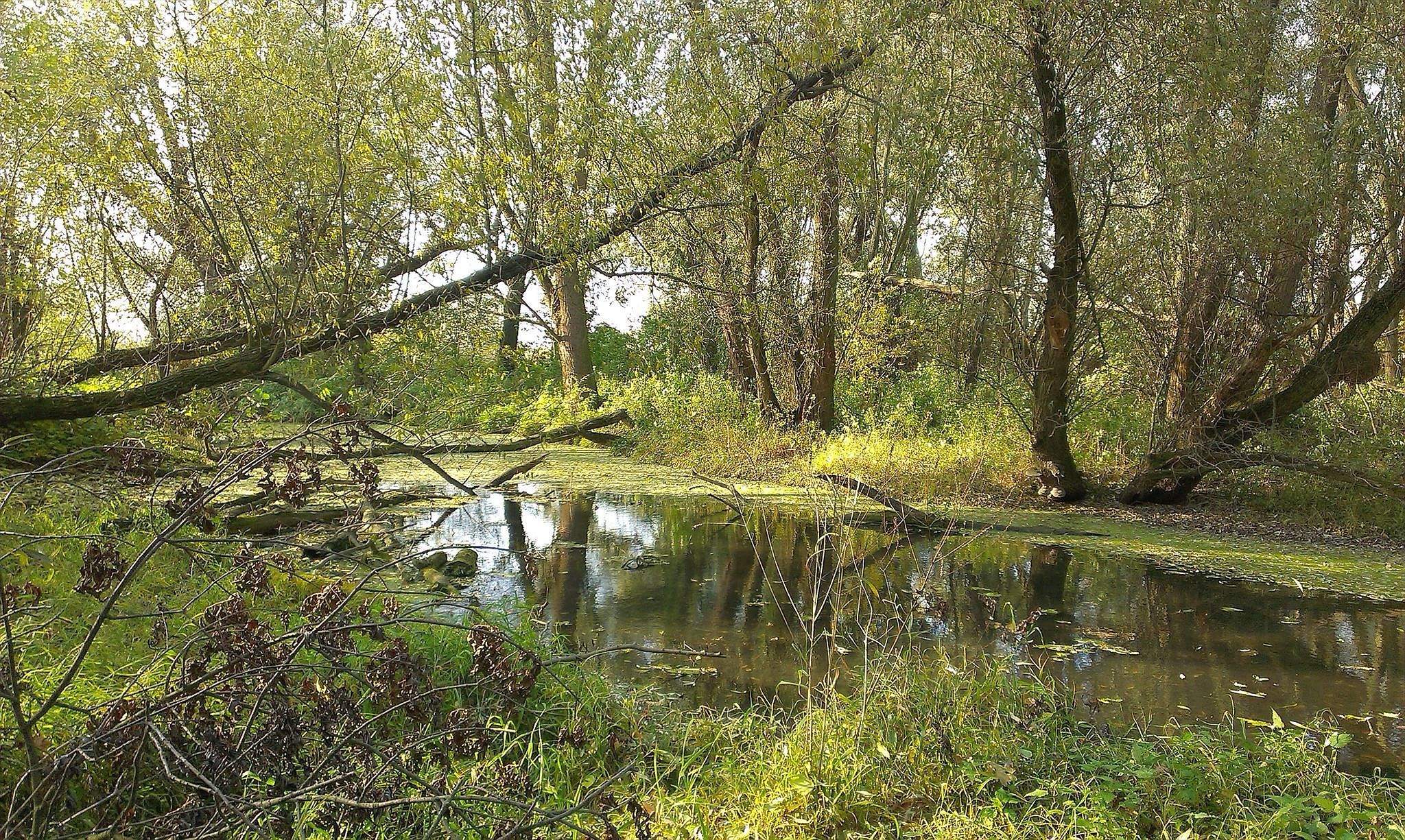
Přírodní památka Rameno Moravy